# 京都府道9号綾部大江宮津線
京都府道9号綾部大江宮津線（きょうとふどう9ごう あやべおおえみやづせん）は、京都府綾部市から宮津市に至る府道（主要地方道）である。

## 概要
京都府綾部市大島町二反田を起点に宮津市魚屋に至る。
3つの市や地区の中心部近辺を通過することから、重要な府道といえる。

### 路線データ
- 起点：綾部市大島町二反田
- 終点：宮津市魚屋

## 歴史
- 1954年（昭和29年）1月20日 - 建設省（現・国土交通省）が主要地方道綾部大江宮津線を指定。
- 1955年（昭和30年）10月18日 - 京都府が主要地方道綾部大江宮津線を整理番号11として認定。
- 1993年（平成5年）5月11日 - 建設省から、府道綾部大江宮津線が綾部大江宮津線として主要地方道に再指定される[1]。
- 1994年（平成6年）4月1日 - 整理番号を11から9へ変更。

## 路線状況

### 通称
- 宮津街道

### 重複区間
- 京都府道55号舞鶴福知山線（福知山市大江町南有路 地内）
- 国道175号（福知山市大江町北有路 - 福知山市大江町関）

## バイパス
- 宮津市松原から京口町まで

## 地理

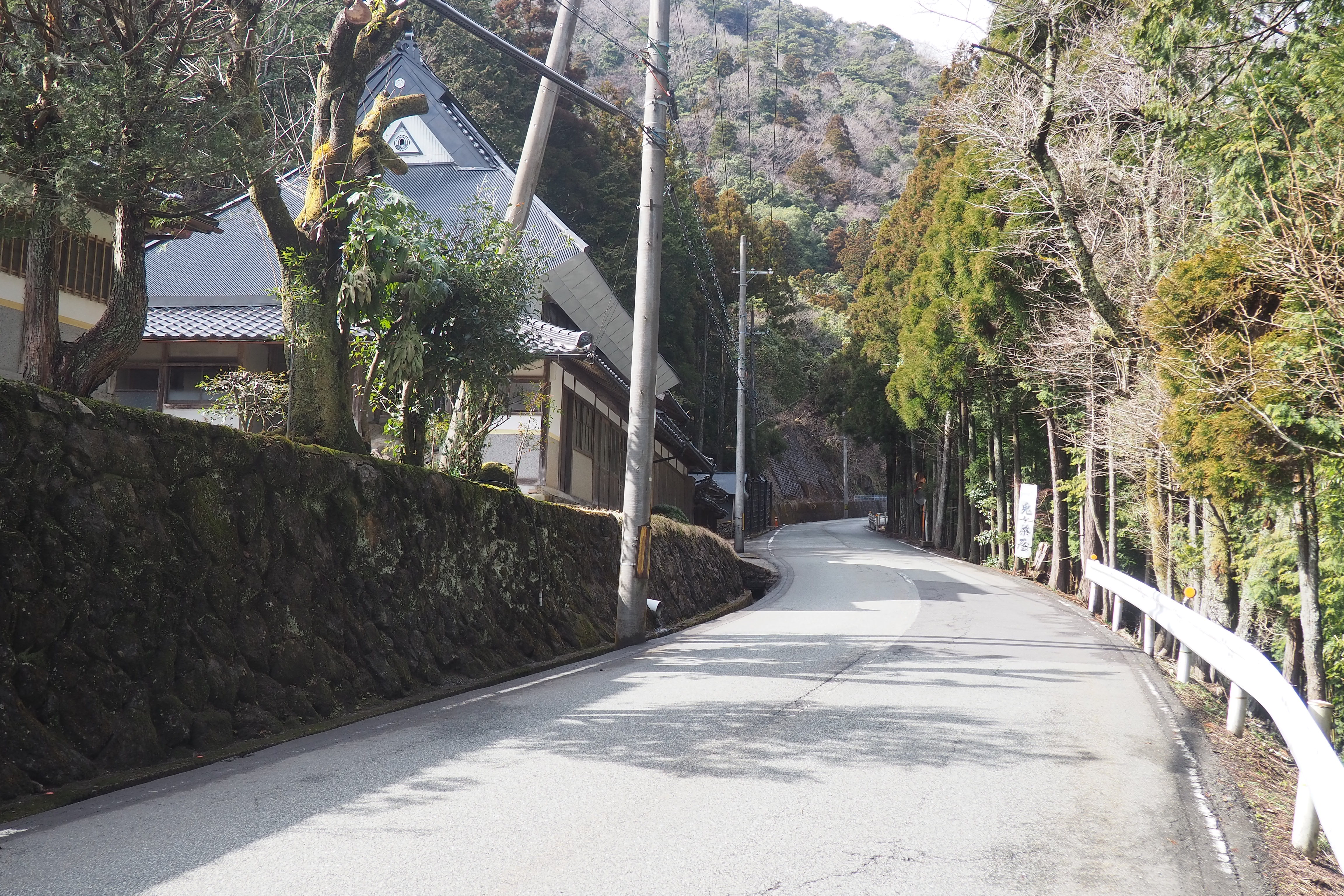
左は福知山市大江町佛性寺にある鬼ヶ茶屋

### 通過する自治体
- 綾部市
- 福知山市
- 宮津市

### 交差する道路
- 京都府道8号福知山綾部線・京都府道522号三俣綾部線（綾部市大島町二反田、起点）
- 中丹広域農道
- 京都府道74号舞鶴綾部福知山線（綾部市栗町）
- 京都府道488号小貝豊里線（綾部市豊里町福垣）
- 京都府道485号物部梅迫停車場線（綾部市物部町）
- 京都府道490号物部西舞鶴線（綾部市物部町）
- 京都府道489号小西西坂線（綾部市西坂町）
- 京都府道493号西坂蓼原線（綾部市西坂町）
- 京都府道55号舞鶴福知山線（福知山市大江町南有路）
- 京都府道55号舞鶴福知山線（福知山市大江町南有路）
- 国道175号（イナゴ。福知山市大江町北有路）
- 国道175号（イナゴ。福知山市大江町関）
- 京都府道63号山東大江線（福知山市大江町天田内）
- 京都府道532号二俣三河線（福知山市大江町二俣）
- 京都府道533号内宮地頭線（福知山市大江町内宮）
- 京都府道16号宮津野田川線（宮津市小田）
- 京都縦貫自動車道（綾部宮津道路＝国道478号）宮津天橋立IC
- 京都府道606号宮津停車場線（宮津市柳縄手）
- 国道176号（イナロク。国道178号・国道312号・京都府道2号重複。宮津市魚屋、終点）

### 沿線にある施設など
- 綾部大島郵便局
- 綾部市立中筋小学校
- 綾部市立豊里小学校
- 綾部市立豊里中学校
- 綾部市立物部小学校
- 物部郵便局
- NTT西日本 京都支店豊里RT
- 綾部市立物部保育園
- 福知山市立有仁小学校(廃校)
- 京都丹後鉄道宮福線 大江高校前駅
- 大明神塚古墳、荒神塚古墳
- 京都府立大江高等学校
- 河守上保育園
- 河守上郵便局
- 京都丹後鉄道宮福線 二俣駅
- 京都丹後鉄道宮福線 大江山口内宮駅
- 日本の鬼の交流博物館
- 大江山スキー場
- 宮津市立上宮津小学校、上宮津保育所
- 上宮津簡易郵便局
- 京都丹後鉄道宮福線 宮村駅
- 京都府立宮津高等学校
- 宮津市立宮津小学校
- 京都銀行 宮津支店
- 宮津市役所
- 宮津市民体育館
- 宮津シーサイドマートミップル